# Tempera
Riječ tempera dolazi od srednjovjekovne latinske riječi temperare, što znači miješati. Označava slikarsku tehniku u kojoj boja nastaje miješanjem boje u prahu (pigmenta) s otopinom ljepila i vezivnog sredstva žumanjka ili bjelanjka jajeta, gumiarabike, smokvinog mlijeka, kazeina itd. Tako dobivena boja je gusta te se pri uporabi još razrjeđuje vodom, ali kad se na podlozi suši, postaje u vodi netopiva. To je stari recept po kojem su se te boje izrađivale. Danas se koriste, posebno za rad u osnovnoj školi, već pripremljene pastuozne boje u tubama.
Temperom se može slikati na raznim podlogama: na drvetu, papiru, staklu, platnu. Po završetku rada slikari su sliku premazivali tankim slojem ulja radi zaštite i sjaja, jer je inače tempera suha tehnika bez sjaja. 
Tempera je neprozirna pokrivna boja. Njome se ne smije slikati u debelim namazima jer se tada ljušti i puca. Zbog svoje neprozirnosti i pokrivajućeg svojstva može se slikati sloj na sloj, čime se prethodno naslikano može prema želji prekriti. Stoga je manje osjetljiva od akvarela te se njome lakše slika nego akvarelom.
Temperom se mogu jednolično obojiti veće plohe, stoga je pogodna za dekorativno oblikovanje i oblikovanje u području primijenjene umjetnosti, kao što je izrada idejnih rješenja opreme knjiga, ambalaže, scenografskih rješenja, plakata itd.

## Povijest
Najstariji primjerci tehnike potječu iz starog Egipta.Poznata i u klasičnom svijetu,gdje je izgleda istisnula iz uporabe   tehniku enkaustike.Tehnika tempere dominira sve do oko 1500 godine,kada je sve više istiskuje ulje.Ponovo je se počinje koristiti u 19. stoljeću,te prvoj polovini 20.stoljeća.U Grčkoj i Rusiji tehnika se koristi i danas(ikone).

## Vanjske poveznice
- About Egg Tempera
- Egg Tempera Painting  Arhivirana inačica izvorne stranice od 5. veljače 2012. (Wayback Machine)
- The Society of Tempera Painters
- Making Egg Tempera  Arhivirana inačica izvorne stranice od 18. studenoga 2008. (Wayback Machine)
- Tempera Paintings on Cloth in England  Arhivirana inačica izvorne stranice od 26. travnja 2007. (Wayback Machine)
- Egg Tempera Resources  Arhivirana inačica izvorne stranice od 20. listopada 2008. (Wayback Machine)
- Step-by-step Egg Tempera Technique